# オシアノス (客船)
オシアノス（MTS Oceanos）は、エピロティキ・ライン社が運航していたギリシャ船籍の客船である。1991年8月3日、南アフリカ共和国東部の沿岸で沈没した。

## 概要
フランスの海事会社（Messageries Maritimes）の4姉妹船の4番船ジャン・ラボルド（Jean Laborde）として、ボルドーの造船会社Forges Chantiers de la Girondeで建造された。1952年7月に進水し、マルセイユ-マダガスカル-モーリシャスを結ぶ航路に就航した。その後、船名は（Mykinai）、アンコーナ（Ancona）、イースタン・プリンセス（Eastern Princess）と変更され、1976年にオシアノスとしてギリシャで登録された。
1991年8月に南アフリカの港を出港したのちに沿岸で浸水事故を起こし沈没した。奇跡的に沈没時に乗っていた乗客は全員無事だった。　

## 沈没事故

### 浸水
1991年8月3日、オシアノスは南アフリカのイーストロンドンからダーバンへ向けて出航した。オシアノスは十分なメンテナンスがされていなかった。発電機室と汚水タンクとの間の防水隔壁には10cmの穴が開いたままであった。当日は酷い嵐であったが航海は強行された。船は嵐によって酷く揺れた。オシアノスは21:30にトランスカイの沖合を進んでいたときに爆発が起き、同時に船内は停電した。大波を受けて船底の吸水孔に直結しているシーチェスト（海水箱）が破損し、エンジンルームに浸水が起きていた。浸水は発電機室に至り、そこでショートが発生して爆発が起きたとされる。乗客は爆発と停電によって初めて異常事態に気が付いたが、何の船内放送もなされなかった。海水は発電機室の防水隔壁に空いたままであった10cmの穴から汚水タンクに流れ込み、下水道管を逆流して他の区画にも流入した。通常は下水道管には逆止弁が装着されており汚水タンクからの逆流を防止できるが、以前に逆止弁の故障による苦情が相次いでいたために弁が取り外されたままになっていた。乗務員が水密区画を閉鎖せずに退避したために別の区画にも浸水が拡大した。また乗務員が舷窓を閉めずに逃げたために、船体が沈下・傾斜するにつれ舷窓からの浸水も始まった。

### 避難
船内のショーに出演するために妻と共に乗船していたギタリストのモス・ヒルズ（Moss Hills）がブリッジに入ると、ブリッジはすでに無人となっていた。乗務員は乗客を置き去りにし救命ボートで船から逃亡していた。残された乗客は救命ボートで脱出したが、その夜は悪天候で、ボートが転覆する恐れがあった。また船の傾斜により片側のボートが降ろせなくなってしまい、多数の乗客が船に取り残された。モス・ヒルズは試行錯誤して無線を操作し救助要請を行った。翌日の朝、天候が回復したのを見計らって、南アフリカ空軍および海軍のヘリコプター16機が救助に向かったが、突然船長が現れ、乗客を押しのけて真っ先に逃げようとした。その後、船に取り残された数百人の乗客もヘリコプターで脱出し、乗員乗客全員無事という奇跡的な結果に終わった。また、モス・ヒルズが撮影した船内の様子も話題になった。
その日の15時30分、オシアノスは右側に大きく傾き船首から沈没した。
オシアノスは、海岸から5kmの深度92-97mの海底に沈んでいる。2002年に南アフリカのダイバーが船体を撮影したが、該当海域は海流が速くサメも生息しているので、潜水の難易度は高いとされている。

### 事故後
事故後、事故時の乗員の対応、船長の態度、乗員の全員逃亡という行動に批判の声が上がった。アブラナス船長は「あくまで事故の詳細を報告するためヘリコプターに乗った。そのあと戻るつもりだった」と話したが、船長が戻ったことはなかった。またアブラナス船長は「きちんと避難命令を出した。その後どうしようが自由なはずだ。船の残った客は自分の意志で避難せずに残ったのだ」と発言した。一方、モス・ヒルズは避難命令や船内放送もなく、突然船が停電したと述べた。
オシアノスを所有するエピロティキ・ラインは、この事故の3年前にジュピター（MTS Jupiter）を、2ヶ月前にペガサス（MTS Pegasus）を失っており、海難事故が続くことになった。オシアノスもロイド船級協会の安全格付けでは高い評価を受けていた。事故後、エピロティキ・ラインは倒産した。